# 意見
| ウィキペディアには「意見」という見出しの百科事典記事はありません（タイトルに「意見」を含むページの一覧/「意見」で始まるページの一覧）。 代わりにウィクショナリーのページ「意見」が役に立つかもしれません。 |